# Microrregión de la Aglomeración Urbana de São Luís
La microrregión de la Aglomeración Urbana de São Luís es una de las microrregiones del estado brasileño del Maranhão perteneciente a la mesorregión Norte Maranhense. Su población según el censo 2010 es de 1.309.330 habitantes y está dividida en cuatro municipios. Su población está formada por una mayoría de negros y mulatos 61.4, blancos de origen portugués, francés y árabe 28.8, caboclos(mestizos de indios y blancos)9.4,asiáticos 0.2 e indígenas 0.2, habitaban la región 2.106 indígenas según el censo IBGE 2010. Posee un área total de 1.410,015 km².

## Municipios
| Municipio           | Área (km²) | Población (2007) | PIB en R$ (2005) |
| ------------------- | ---------- | ---------------- | ---------------- |
| Paço do Lumiar      | 132,410    | 103.958          | 151.088.648      |
| Raposa              | 64,182     | 25.837           | 55.786.772       |
| São José de Ribamar | 386,282    | 139.473          | 276.244.223      |
| São Luís            | 827,141    | 997.098          | 12.311.941.000   |
| Total               | 1.410,015  | 1.266.366        | 12.824.063.384   |

La región está compuesta por los mismos municipios de la Región Metropolitana de São Luís.